# Lancer du poids masculin aux Jeux olympiques d'été de 1924
Pour un article plus général, voir Athlétisme aux Jeux olympiques d'été de 1924.
Navigation
Anvers 1920 Amsterdam 1928
L'épreuve du lancer du poids masculin aux Jeux olympiques de 1924 s'est déroulée le 8 juillet 1924 au Stade olympique Yves-du-Manoir de Paris, en France.  Elle est remportée par l'Américain Clarence Houser.

## Résultats

### Finale
| Rang               | Athlète               | Qual.   | Finale  | Marque  |
| ------------------ | --------------------- | ------- | ------- | ------- |
| Médaille d'or      | Clarence Houser (USA) | 14,99 m |         | 14,99 m |
| Médaille d'argent  | Glenn Hartranft (USA) | 14,40 m | 14,89 m | 14,89 m |
| Médaille de bronze | Ralph Hills (USA)     | 14,50 m | 14,64 m | 14,64 m |
| 4                  | Hannes Torpo (FIN)    | 14,45 m |         | 14,45 m |
| 5                  | Norman Anderson (USA) | 14,29 m |         | 14,29 m |
| 6                  | Elmer Niklander (FIN) | 14,26 m |         | 14,26 m |